# Morti nel 1017
| Questa pagina contiene informazioni ricavate automaticamente dalle voci biografiche con l'ausilio del template Bio e di un bot. L'aggiornamento è periodico e automatico e ricostruisce completamente la pagina. Se manca una persona in questa lista, sei pregato di non aggiungerla, ma accertati piuttosto che la sua voce biografica contenga il template Bio e che i dati anagrafici siano correttamente compilati. Se il template Bio manca, inseriscilo tu stesso o, in alternativa, metti l'avviso {{tmp\|Bio}} che ne segnala la mancanza. Se i dati riportati sono sbagliati, correggi direttamente la voce biografica; le modifiche saranno visibili in questa lista entro pochi giorni. Per chiarimenti vedi il progetto biografie. La lista contiene solo le 13 persone che sono citate nell'enciclopedia e per le quali è stato implementato correttamente il template Bio. Pagina aggiornata al 18 ago 2025. |

- 5 gennaio - Federico I di Wettin, nobile tedesco
- 5 febbraio - Sancho Garcés, conte
- 25 febbraio - Raimondo Borrell di Barcellona, conte (n. 972)
- 5 giugno - Sanjō, imperatore giapponese (n. 976)
- 16 giugno - Giuditta di Bretagna, francese (n. 982)
- 22 giugno - Leone Passiano, militare bizantino
- 18 settembre - Enrico di Schweinfurt, nobile tedesco (n. 950)
- 3 novembre - Burcardo I di Goseck, nobile tedesco
- Basilio Argiro il Mesardonite, generale bizantino
- Elvira Garcés di Castiglia, nobile spagnola (n. 978)
- Giovanni di Mantova, vescovo italiano
- Guglielmo di Ribagorza, nobile spagnolo
- Eadric Streona, magistrato britannico